# 코스터스
코스터스(The Coasters)는 1950년대 후반에 일련의 히트곡을 낸 미국의 리듬 앤 블루스 겸 로큰롤 보컬 그룹이다. 〈Searchin'〉과 〈Young Blood〉를 시작으로 이들의 가장 기억에 남는 곡은 제리 리버와 마이크 스톨러의 작사, 프로듀싱팀이 작곡한 곡이다. 비록 코스터스가 주류인 두왑 밖에서 유래하였지만, 그들의 녹음은 너무나 자주 모방되어 1960년대를 거치면서 두왑 레거시의 중요한 부분이 되었다.

## 음반 목록

### 스튜디오 음반
- The Coasters One by One (1960)
- On Broadway (1972)